# El Espinal, El Espinal
El Espinal är en ort i Mexiko.   Den ligger i kommunen El Espinal och delstaten Oaxaca, i den sydöstra delen av landet, 500 km sydost om huvudstaden Mexico City. El Espinal ligger 34 meter över havet och antalet invånare är 7 823.
Terrängen runt El Espinal är platt. Runt El Espinal är det ganska tätbefolkat, med 179 invånare per kvadratkilometer. Närmaste större samhälle är Juchitán de Zaragoza, 5,9 km söder om El Espinal. Omgivningarna runt El Espinal är en mosaik av jordbruksmark och naturlig växtlighet.